# 吳紹明
吳紹明（1962年9月—2018年2月13日），出生於黑龍江省北安。中国第一汽车集团公司副總經理及黨委書記、一汽轿车股份有限公司总经理。

## 生平
吳紹明畢業於吉林大學工程机械系液力机械传动专业。1987年加入中国第一汽车集团，1984年至1999年間，在一汽轿车厂工作，历任设计科底盘室技术员、汽车研究所底盘室工程师、产品技术科副科长、副厂长、产品开发部部长、副厂长、代理厂长等。2004年6月18日，正式委任中国第一汽车集团公司副總經理及黨委書記。
2016年1月，任中国汽车工业协会秘书长，后兼任副会长。